# قاطر
قاطر یا اَستَر یا خراسب حیوانی است که از جفت‌گیری خر نر و اسب ماده ایجاد می‌شود. قاطر یک گونه به حساب نمی‌آید زیرا توانایی تولید مثل را ندارد و برای به وجود آوردن قاطر دیگری باید حتماً یک خر نر را با یک اسب ماده آمیزش داد. این حیوان معمولاً به عنوان بارکش استفاده می‌شود. در زیست‌شناسی قاطر را زیستا اما نازا خطاب می‌کنند. جثهٔ قاطرها معمولاً از خرها بزرگ‌تر بوده و سری بزرگ و کشیده با گوش‌های نسبتاً بلند دارد. توانایی جسمی و پایداری آن در برابر بیماری‌ها به مراتب از خرها بیشتر است. به همین دلیل روستاییان ترجیح می‌دهند تا از قاطر برای باربری استفاده کنند.
واژه اَستَر ریشه در فارسی باستان دارد که در زبان سانسکریت به صورت اَشوَتره ادا می‌شده که جزء اول آن (اَشوَ) بمعنی اسب است. در برخی گویش‌های ایرانی از آن جمله گویش تاتی عمارلو به این جانور مول می‌گویند.
در زبان کردی نیز به آن یِستر گفته می‌شود. شبه اسب یا یابو گونه‌ای دیگر از چهارپایان است که از جفت‌گیری اسب نر و الاغ ماده به‌وجود می‌آید. پرورش قاطر تنها زمانی امکان‌پذیر شد که دامنه پراکنش اسب اهلی که در حدود ۳۵۰۰ سال، پیش از میلاد و از آسیای مرکزی شکل گرفته بود، به الاغ اهلی که از منطقهٔ شمال شرقی آفریقا سرچشمه می‌گرفت رسید. این همپوشانی احتمالاً در ایران، آناتولی و میانرودان و در منطقهٔ آسیای غربی رخ داده است و قاطرها اندکی پیش‌تر از ۱۰۰۰ پیش از میلاد در آنجا پرورش داده شده‌اند.
هرودوت دومین حمله خشایارشاه به یونان را به فال بد گرفت و نتیجه حامله شدن یک قاطر توصیف کرد.